# تيموثي جي. أوكونيل
تيموثي جي. أوكونيل (بالإنجليزية: Timothy G. O'Connell)‏ هو مهندس معماري أمريكي، ولد في 1868 في فورت دودج في الولايات المتحدة، وتوفي في 1955.